# Cryptonura anthrenoidea
Cryptonura anthrenoidea is een springstaartensoort uit de familie van de Neanuridae. De wetenschappelijke naam van de soort is voor het eerst geldig gepubliceerd in 1976 door Ellis.